# 中通総合病院
中通総合病院（なかどおりそうごうびょういん）は、社会医療法人明和会が秋田県秋田市南通みその町に設置している病院。

## 概要
救急告示病院で2018年度の救急車搬入患者数は3,206人。公益財団法人日本医療機能評価機構認定病院(病院評価結果は3rdG:Ver.1.1(3回目,2017年1月4日認定,2021年10月15日認定有効期限))。NPO法人卒後臨床研修評価機構(JCEP)認定証発行病院。
全日本民主医療機関連合会（民医連）に加盟している。

## 沿革
- 1955年（昭和30年） - 中通診療所として開設（内科、外科、ベット4床）
- 1957年（昭和32年） - 中通病院として改称（入院44床に増やす）
- 1968年（昭和43年） - 現在地に移転。
- 1981年（昭和56年） - 増築し、539床に。
- 1984年（昭和59年） - 総合病院に認定。
- 1994年（平成6年） - 現在の｢中通総合病院」に改称。
- 2003年（平成15年） - 療養病棟を新設（48床）
- 2013年（平成25年） - 全面改築（450床）

## 診療科
（出典：）
- 内科
- 呼吸器内科
- 循環器内科
- 消化器内科
- 脳神経内科
- 糖尿病・内分泌内科
- 皮膚科
- 小児科
- 精神科
- 呼吸器外科
- 心臓血管外科
- 乳腺・内分泌外科
- 消化器外科
- 泌尿器科
- 脳神経外科

- 整形外科
- 眼科
- 耳鼻咽喉科
- 産科
- 婦人科
- リハビリテーション科
- 放射線科
- 麻酔科
- 病理科
- 腎臓・リウマチ科
- 漢方内科
- 胸部外科
- 歯科口腔外科
- 緩和ケア内科
- 救急科

## 医療機関の認定
（出典：）
- 保険医療機関
- 労災保険指定医療機関
- 指定自立支援医療機関（更生医療）
- 指定自立支援医療機関（育成医療）
- 精神保健指定医の配置されている医療機関
- 指定自立支援医療機関（精神通院医療）
- 身体障害者福祉法指定医の配置されている医療機関
- 臨床研修病院
- 生活保護法指定医療機関（中国残留邦人等の円滑な帰国の促進並びに永住帰国した中国残留邦人等及び特定配偶者の自立の支援に関する法律（平成6年法律第30号）に基づく指定医療機関を含む。）
- 臨床修練病院等
- 結核指定医療機関
- 指定養育医療機関
- 指定小児慢性特定疾病医療機関
- 特定疾患治療研究事業委託医療機関
- 難病の患者に対する医療等に関する法律（平成26年法律第50号）に基づく指定医療機関
- 在宅療養後方支援病院
- 戦傷病者特別援護法指定医療機関
- 原子爆弾被害者医療指定医療機関
- 原子爆弾被害者一般疾病医療取扱医療機関
- DPC対象病院
- 公害医療機関
- 母体保護法指定医の配置されている医療機関

## 院内設備
- 病児保育室
  - 子どもが病気の際、仕事を休めない保護者の方のために、専任の看護師などがお子さんを一時的に預かる専用の「病児保育室」を併設している[7]。
- 院内学級
  - 秋田県立秋田きらり支援学校が設置している。
- 中通生活協同組合売店
- 秋田銀行南通り支店中通総合病院出張所（店舗外ATM）…北都銀行との共同設置

## 奨学金制度
医学生、薬学生、看護学生に対し、奨学金制度を設けている。

## 交通アクセス
- JR秋田新幹線（奥羽本線）秋田駅から徒歩約15分、タクシー5分
- 秋田中央交通・561系統「南大通り経由日赤病院線」で｢南大通り・中通病院前」下車。
- 秋田市市街地循環バス「ぐるる」で｢南大通り・中通病院前」下車。

## 関連施設
- 社会医療法人明和会
  - 大曲中通病院
  - 港北中通診療所
  - 中通リハビリテーション病院
  - 中通高等看護学院
  - ふき検診クリニック
  - 中通歯科診療所
  - ホームヘルパーステーション
  - 中通健康クリニック
  - 出張診療所
  - 中通訪問看護ステーション
  - 大曲訪問看護ステーション
- 中通生活協同組合（職域生協）

## 周辺
- 聖霊女子短期大学付属高等学校
- 秋田中通六郵便局
- 秋田市立中通小学校
- ホテルグランティア秋田 SPA RESORT